# Batalla naval de Càller
La batalla de Càller fou un dels episodis de la conquesta aragonesa de Sardenya per Jaume el Just.

## Antecedents
Hug II d'Arborea, que reclamava un terç del Jutjat de Càller, que els pisans no estaven disposats a cedir, i va passar a l'acció, vencent als pisans en la batalla de San Gavino, que es van replegar a Esglésies i Castel di Castro, i va demanar ajut a la Corona d'Aragó per consolidar la posició. Les flotes de València i Catalunya es concentren a Port Fangós. Guerau de Rocabertí i Desfar i Dalmau VII de Rocabertí s'avançaren al gros dels expedicionaris, prenent Quart i assetjant el Castel di Castro.
L'1 de juny de 1323, l'infant Alfons salpà cap Sardenya fent escala a Maó, on s'hi uneix l'expedició de la Corona de Mallorca capitanejada per Huguet de Totzó. El 12 de juny arriben a Sardenya, i el 14, atraquen en el Golf de Palma di Sulci, al sud de l'illa, on un grup de nobles i senyors sards li presten jurament de fidelitat a l'infant Alfons.
Assetjat el castell de Càller per Dalmau VII de Rocabertí, la flota de Francesc Carròs i de Cruïlles, amb tropes de Ramon de Peralta i Bernat I de Cabrera va costejar l'illa, prenent algunes posicions, mentre el gruix de les forces aragoneses es van dirigir a Esglésies, que estava sent assetjada per Hug II d'Arborea. Després de dos fracassats assalts el 6 i el 20 de juliol, la calor, la humitat, i la malària aviat van delmar ambdues parts, de manera que les víctimes van ser prop de 12.000, i finalment la ciutat es rendí el 7 de febrer de 1324. La guarnició es rendí amb honors i marxà a la defensa de Càller.
Una flota pisana comandada per Manfredi della Gherardesca amb 32 naus, que pretenia aixecar el setge de Càller, tot i trobar l'estol enemic, no s'hi va enfrontar perquè la flota comandada per l'almirall Francesc Carròs i de Cruïlles era més nombrosa i els catalans ja eren en terra. El 29 de febrer l'infant Alfons per terra i l'almirall Francesc Carròs i de Cruïlles per mar, derroten als pisans a la batalla de Lucocisterna, tot i que Manfredi della Gherardesca i 500 homes aconseguiren arribar al castell, mentre la resta dels pisans es dispersava, i la flota era capturada pels assetjants.
El 19 de juny, es signa la capitulació, segons la qual Pisa cedeix a Jaume el Just tots els drets sobre Sardenya tret del Castel di Castro i les viles immediates de Villanova i Stampace.
La signatura de la pau no dugué a la pacificació de l'illa, i el 1325 els Doria es revoltaren a Sàsser recolzats per la República de Gènova, i Pisa fou forçada a reiniciar la guerra pels atacs de la flota de reforç del vicealmirall Bernat Sespujades, i de Francesc Carròs des de Bonaria a les naus que enviava a seva ciutat, i el novembre de 1325 una armada de pisans i genovesos fou preparada a Savona al comandament de Gaspar Doria.

## Batalla
El 29 de desembre, la flota de Francesc Carròs i de Cruïlles derrotà la flota de socors de 24 galeres de Gaspar Doria, que va iniciar l'atac amb cinc galeres genoveses i dues pisanes la nau de Carròs, mentre la resta de la flota es quedava en la rereguarda.
En arribar a l'altura de la nau de Carròs, aquest va fer llevar àncores i, agafant desprevinguda l'avantguarda va capturar cinc galeres genoveses i tres pisanes, mentre la resta de les galeres atacants fugia i Doria escapava nedant, sent

## Conseqüències
Amb la derrota de pisans i genovesos a la batalla naval de Càller, l'aixafament de la revolta dels Doria a Sàsser, i la derrota dels pisans a la batalla de Stampace, els pisans van haver de cedir la darrera ciutat que conservaven en 1326, poc després que la flota de Bernat Sespujades aconseguís fer que una flota genovesa que els encalçava es refugiés al port de Toló.
La població local de Càller fou substituïda per catalans, però la inseguretat i els atacs dels Doria feren que la vila acabés pràcticament deshabitada en 1333.
Els genovesos no acceptaren la pau i en 1330 esclatà la guerra entre la Corona d'Aragó i Gènova, en la que Guillem de Cervelló i de Banyeres comandà una armada que va atacar en 1331 Mònaco i Mentone, i va assetjar Savona i la pròpia Gènova, per retirar-se després a Sardenya.